# Loromontzey
Loromontzey est une commune française située dans le département de Meurthe-et-Moselle, en région Grand Est.

## Géographie
| Villacourt    | Froville       | Borville            |
| Saint-Germain | Loromontzey    |                     |
|               | Charmes Vosges | Saint-Rémy-aux-Bois |

### Hydrographie
La commune est dans le bassin versant du Rhin, au sein du bassin Rhin-Meuse. Elle est drainée par le ruisseau de la Fosses, le ruisseau de l'Aulnois, le ruisseau de Viller, le ruisseau des Roses, le ruisseau du Tas et le ruisseau le Loro,.

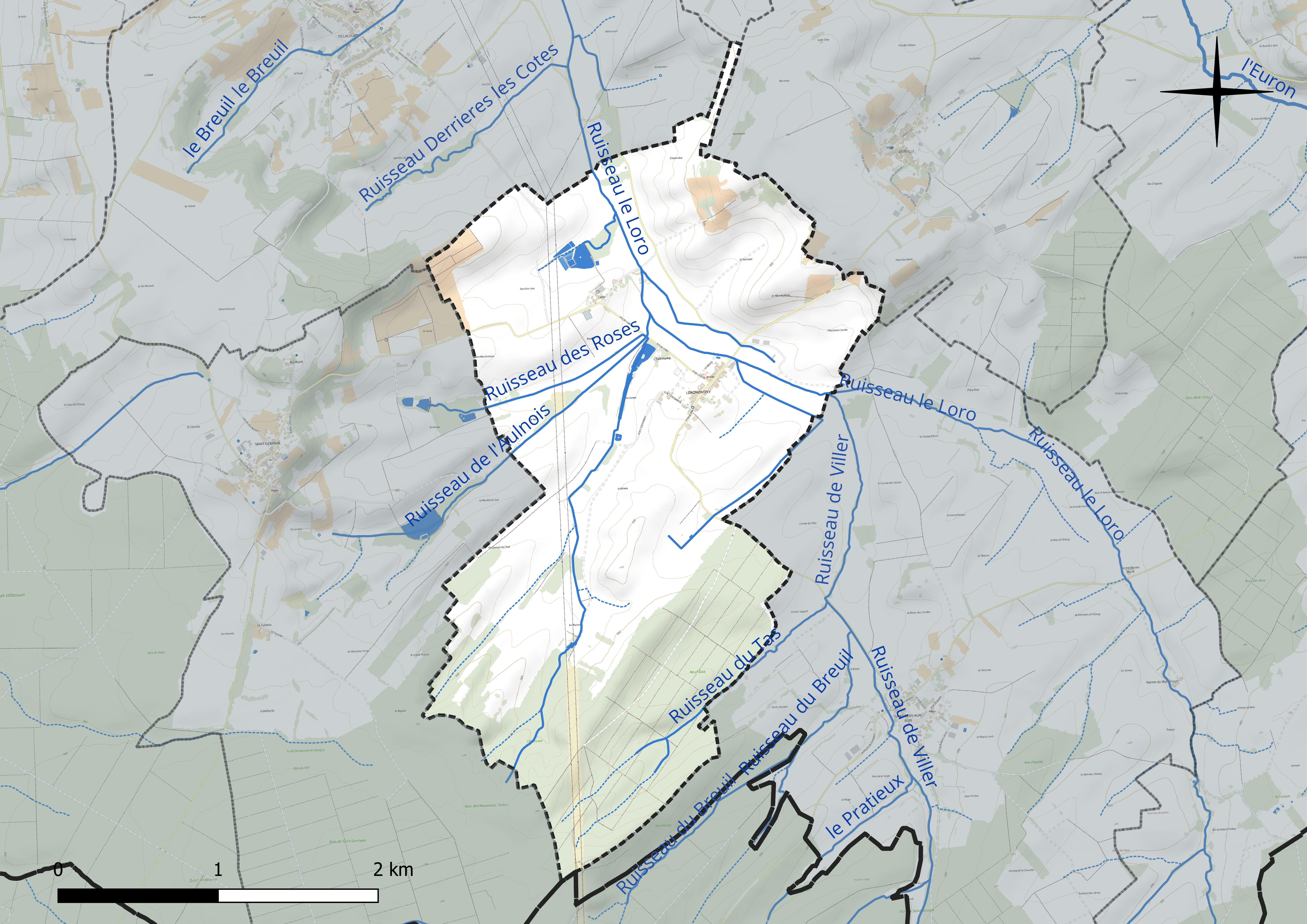
Réseau hydrographique de Loromontzey.

### Climat
Pour des articles plus généraux, voir Climat du Grand Est et Climat de Meurthe-et-Moselle.
En 2010, le climat de la commune est de type climat des marges montargnardes, selon une étude du Centre national de la recherche scientifique s'appuyant sur une série de données couvrant la période 1971-2000. En 2020, Météo-France publie une typologie des climats de la France métropolitaine dans laquelle la commune est exposée à un climat semi-continental et est dans la région climatique  Lorraine, plateau de Langres, Morvan, caractérisée par un hiver rude (1,5 °C), des vents modérés et des brouillards fréquents en automne et hiver.
Pour la période 1971-2000, la température annuelle moyenne est de 9,6 °C, avec une amplitude thermique annuelle de 16,9 °C. Le cumul annuel moyen de précipitations est de 864 mm, avec 12 jours de précipitations en janvier et 9,7 jours en juillet. Pour la période 1991-2020, la température moyenne annuelle observée sur la station météorologique de Météo-France la plus proche, « Roville », sur la commune de Roville-aux-Chênes à 18 km à vol d'oiseau, est de 10,3 °C et le cumul annuel moyen de précipitations est de 833,3 mm. 
La température maximale relevée sur cette station est de 40 °C, atteinte le 25 juillet 2019 ; la température minimale est de −24,5 °C, atteinte le 2 janvier 1971,,.
Les paramètres climatiques de la commune ont été estimés pour le milieu du siècle (2041-2070) selon différents scénarios d'émission de gaz à effet de serre à partir des nouvelles projections climatiques de référence DRIAS-2020. Ils sont consultables sur un site dédié publié par Météo-France en novembre 2022.

## Urbanisme

### Typologie
Au 1er janvier 2024, Loromontzey est catégorisée commune rurale à habitat dispersé, selon la nouvelle grille communale de densité à sept niveaux définie par l'Insee en 2022.
Elle est située hors unité urbaine. Par ailleurs la commune fait partie de l'aire d'attraction de Nancy, dont elle est une commune de la couronne,. Cette aire, qui regroupe 353 communes, est catégorisée dans les aires de 200 000 à moins de 700 000 habitants,.

### Occupation des sols
L'occupation des sols de la commune, telle qu'elle ressort de la base de données européenne d’occupation biophysique des sols Corine Land Cover (CLC), est marquée par l'importance des territoires agricoles (74 % en 2018), une proportion identique à celle de 1990 (74 %). La répartition détaillée en 2018 est la suivante : 
terres arables (39,2 %), prairies (31,5 %), forêts (25,5 %), cultures permanentes (3,3 %), milieux à végétation arbustive et/ou herbacée (0,5 %). L'évolution de l’occupation des sols de la commune et de ses infrastructures peut être observée sur les différentes représentations cartographiques du territoire : la carte de Cassini (XVIIIe siècle), la carte d'état-major (1820-1866) et les cartes ou photos aériennes de l'IGN pour la période actuelle (1950 à aujourd'hui).

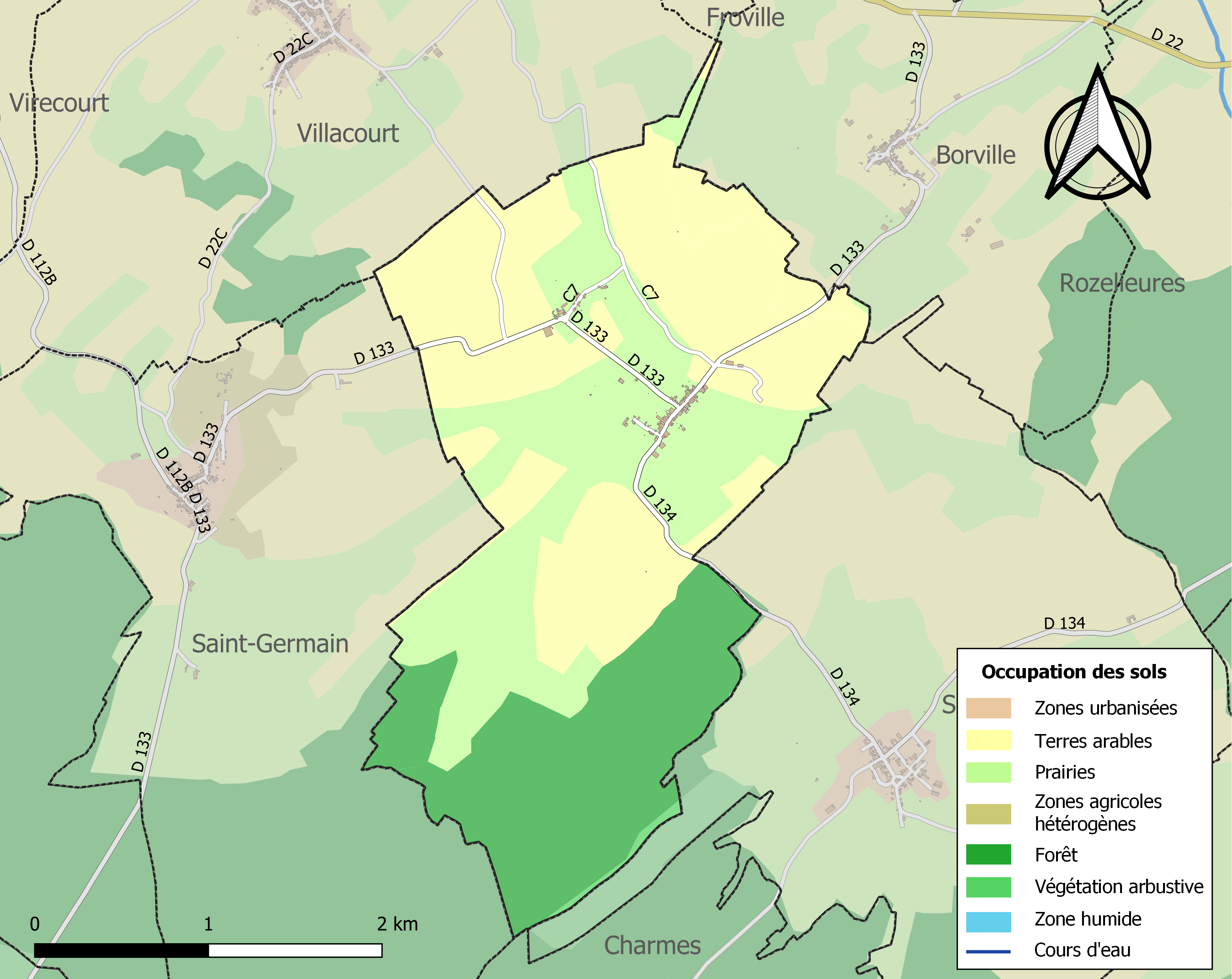
Carte des infrastructures et de l'occupation des sols de la commune en 2018 (CLC).

## Toponymie
Loromontzey est constitué de deux noms des anciens hameaux, Loro et Montzey,. Le nom était encore écrit avec un trait d'union en 1801 : Loro-Montzey. A Loro il y avait un château et Montzey dépendait des Templiers.
Loro est attesté sous les formes Albertus de Loirou (1156) ; Maison Sainct-Denix de Loyro (1316) ; Waingnagium de Loro (1396) ; Loiroy (1397) ; Lorro (1532).

Le nom renvoie au latin laurus « laurier », soit comme nom de baptême (équivalent du français Laur), soit pour désigner un « lieu où pousse le laurier », soit encore comme sobriquet pour une personne au teint bronzé (sens de l'adjectif loro).
Montzey est attesté sous les formes Henricus de Monzeis (1178) ; La ville de Monzey (1321) ; Monzeyum, Monzeys (1396) ; Monsey (1425) ; Monzé ; Monzey (1717) ; Loro Montzey (1793) ; Loro-Montzey (1801).

Probablement un dérivé en -acum de mons ; le village est situé sur les pentes de la vallée du Loro. Il est peu probable d'y voir un lieu issu du nom de personne gallo-romain Montius et du suffixe -anum qui signifierait la « terre de Montius »(le montagnard).

## Histoire
- Doit son nom au cours d'eau qui passe à proximité du village (le Loro).

## Politique et administration
| Période                                  | Période                       | Identité                                      | Étiquette | Qualité                              |
| ---------------------------------------- | ----------------------------- | --------------------------------------------- | --------- | ------------------------------------ |
| Les données manquantes sont à compléter. |                               |                                               |           |                                      |
| mars 2001                                | 2014                          | Jean-Marie Croue                              | DVD       |                                      |
| mars 2014                                | En cours (au 17 juillet 2020) | Pascal Didier, Réélu pour le mandat 2020-2026 |           | Agriculteur sur moyenne exploitation |

## Démographie
L'évolution du nombre d'habitants est connue à travers les recensements de la population effectués dans la commune depuis 1793. Pour les communes de moins de 10 000 habitants, une enquête de recensement portant sur toute la population est réalisée tous les cinq ans, les populations de référence des années intermédiaires étant quant à elles estimées par interpolation ou extrapolation. Pour la commune, le premier recensement exhaustif entrant dans le cadre du nouveau dispositif a été réalisé en 2005.

En 2022, la commune comptait 78 habitants, en évolution de −11,36 % par rapport à 2016 (Meurthe-et-Moselle : −0,13 %, France hors Mayotte : +2,11 %).
| 1793 | 1800 | 1806 | 1821 | 1831 | 1836 | 1841 | 1846 | 1851 |
| ---- | ---- | ---- | ---- | ---- | ---- | ---- | ---- | ---- |
| 316  | 312  | 394  | 420  | 407  | 261  | 428  | 406  | 399  |

| 1856 | 1861 | 1872 | 1876 | 1881 | 1886 | 1891 | 1896 | 1901 |
| ---- | ---- | ---- | ---- | ---- | ---- | ---- | ---- | ---- |
| 350  | 257  | 287  | 293  | 300  | 309  | 283  | 250  | 250  |

| 1906 | 1911 | 1921 | 1926 | 1931 | 1936 | 1946 | 1954 | 1962 |
| ---- | ---- | ---- | ---- | ---- | ---- | ---- | ---- | ---- |
| 243  | 227  | 173  | 150  | 151  | 150  | 187  | 142  | 125  |

| 1968 | 1975 | 1982 | 1990 | 1999 | 2005 | 2006 | 2010 | 2015 |
| ---- | ---- | ---- | ---- | ---- | ---- | ---- | ---- | ---- |
| 116  | 90   | 85   | 91   | 72   | 86   | 89   | 82   | 89   |

| 2020 | 2022 | - | - | - | - | - | - | - |
| ---- | ---- | - | - | - | - | - | - | - |
| 79   | 78   | - | - | - | - | - | - | - |

## Culture locale et patrimoine

### Lieux et monuments
Ferme de Sabiemé (carte de Cassini: Sabeimex)
Au-dessus de la porte d’entrée de la ferme de Sabiémé se trouve gravée sur une pierre de taille une inscription en latin dont la traduction est (Charles Mougel) : Charles-Louis Hugo, abbé régulier d’Étival et évêque de Ptolémaïde, a entièrement fait restaurer en l’année du Christ 1730, sous le règne de François III, l’alleu de Sabiémeix fondé à Étival par sainte Richarde (note de Charles Mougel : un mot pose un problème de traduction).

En effet, l'abbaye prémontré d'Etival (Vosges) possédait cette ferme ainsi que le moulin à cette époque, en tant qu'alleu c'est-à-dire une terre franche et libre, ne dépendant d'aucune seigneurie foncière ni de l'abbaye de Belchamp. La ferme est une donation de l'impératrice Richarde, épouse de Louis le Gros, à l'abbaye vers 884, afin de lui procurer des ressources (une partie des paroisses voisines d'Einvaux, Montreux et Nonhigny font partie aussi de la donation). Le moulin sera acheté plus tard le 20 août 1492. La famille Bajolet sera admonitrice du domaine depuis 1700 environ jusqu'à la Révolution, date à laquelle il sera saisi en tant que bien ecclésiastique puis vendu.

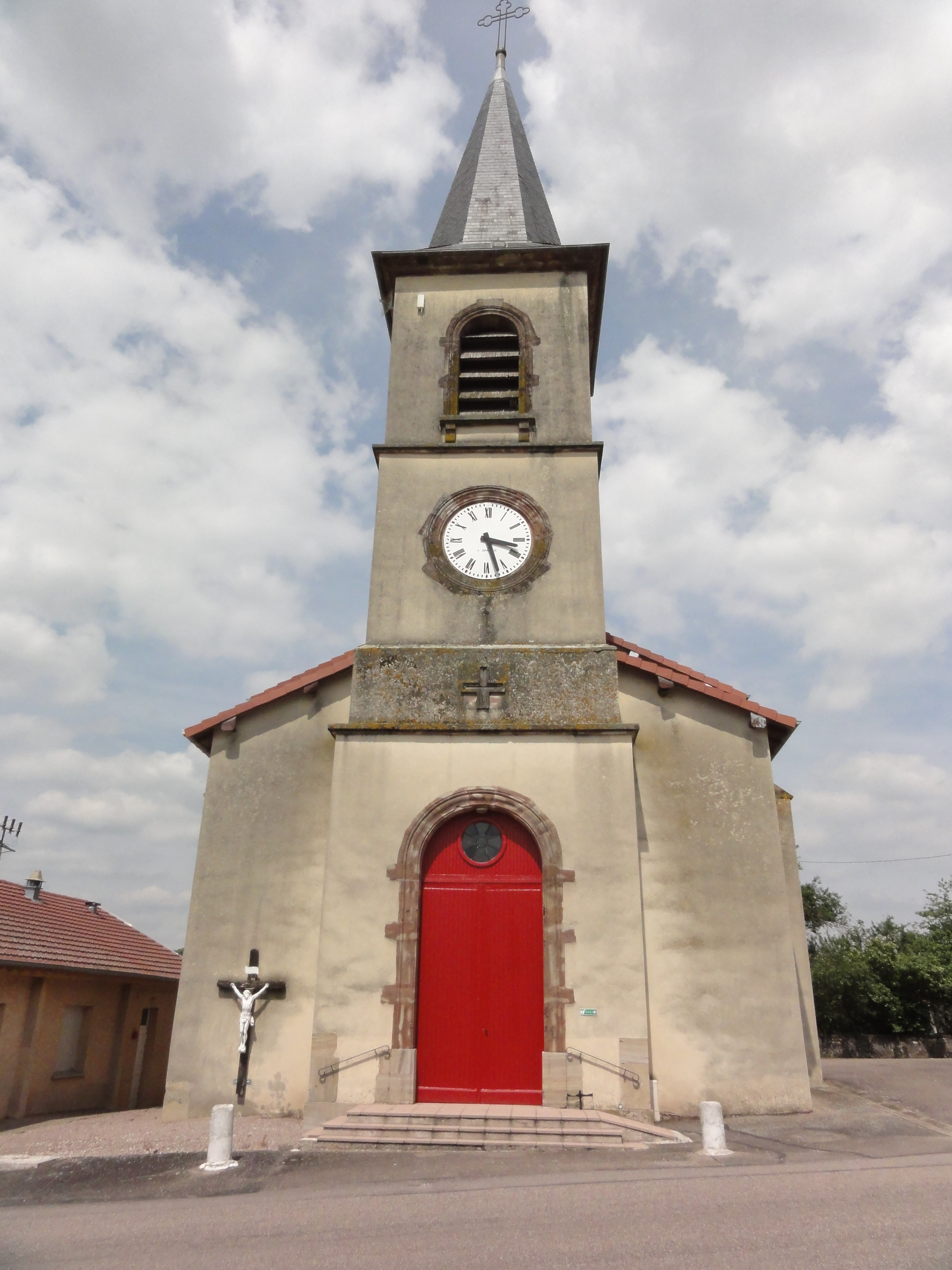
L'église.

### Édifice religieux
- Église XIXe.

### Héraldique
| Blason de Loromontzey | Blason  | Parti d'or à la tour de gueules maçonnée de sable, et de gueules à la croix pattée d'argent. |
| Blason de Loromontzey | Détails | Loromontzey est constitué de deux anciens hameaux: Loro et Montzey. A Loro il y avait un château, d'où la tour, et Montzey dépendait des Templiers, d'où la croix de l'ordre du Temple. Le statut officiel du blason reste à déterminer. |